# محمد (سوره)

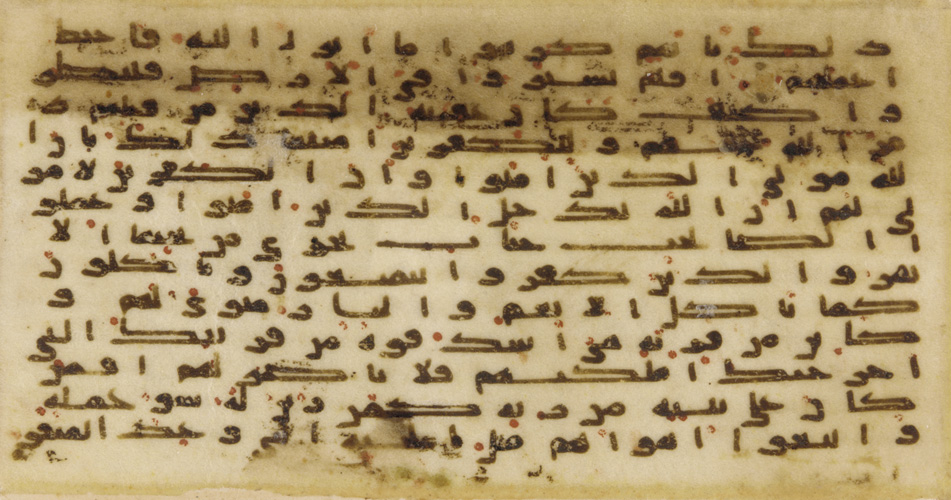
نسخه خطی از آیات ۹ تا ۱۵ سوره محمد مربوط به قرن ۹ میلادی

سوره محمد سوره ۴۷ قرآن است، ۳۸ آیه دارد و سوره‌ای مدنی است. نامگذاری این سوره به‌دلیل بودن نام محمد، پیامبر اسلام در آیهٔ دوم آن است. نام دیگر این سوره قتال (به‌معنای جنگ) است. به‌دلیل نزول این سوره در بحبوحه جنگ احد، مسئلهٔ جهاد با دشمنان اسلام مهم‌ترین موضوع این سوره است و دستورهایی در این مورد در آن آمده‌ است. از مباحث دیگر این سوره می‌توان به منافقین و دستورهایی در مورد صلح با کافران اشاره کرد.